# SPACE BOY
SPACE BOY（スペース・ボーイ）とは、エイベックスから発売されている『SUPER EUROBEAT』シリーズに収録された、ユーロビートミュージシャン、デイブ・ロジャースのナンバーである。

## 概要
- ヴォーカルのデイブ・ロジャース自身がプロデューサーを務めるイタリアのユーロビートレーベル・A-BEAT Cより、1998年にリリースされたナンバーであり、『SUPER EUROBEAT VOL.87』にて初収録された。
- 同シリーズにおいては、キリ番企画として時々行われていたリクエストカウントダウンでも度々ランクインされており、リスナーからの人気は高いものと言える。
- なお、2009年に発売された『SUPER EUROBEAT VOL.193』では、リメイク版となる「GRAND MIX」が収録され、ギタリストのRafael Moreira、ピアニストのMike Garsonも制作に参加している。

### 頭文字Dの代表曲として
- アニメ「頭文字D」では、First Stage第1話「究極のとうふ屋ドリフト」で劇中BGMとして採用される。数多くの劇中使用曲の中でも最初に使用された事で、頭文字Dの代表曲として確立した。『SUPER EUROBEAT presents InitialD D Selection』にExtended版が収録されている。
- アーケードゲーム「頭文字D ARCADE STAGE」シリーズ及びPS2ソフト「頭文字D Special Stage」のレース中BGMにも採用され、「Special Stage」においてはオリジナルサウンドトラックにも収録された。